# 카르멘 (1983년 영화)
《카르멘》(Carmen)은 스페인에서 제작된 카를로스 사우라 감독의 1983년 드라마, 뮤지컬 영화이다. 프로스페르 메리메의 소설 카르멘을 각색한 작품이다. 안토니오 가데스 등이 주연으로 출연하였다.

## 출연

### 주연
- 안토니오 가데스
- 로라 델 솔
- 파코 드 루시아
- 마리솔

### 조연
- 크리스티나 호요스
- 주안 안토니오 지메네즈
- 조시 예페스
- 세바스티안 모레노

## 기타
- 의상: 테레사 니에토